# 라스 울리히
라스 울리히(덴마크어: Lars Ulrich 라르스 울리크[*], 영어: 라스 울릭, 영어 발음: /ˈʊlrɪk/, 1963년 12월 26일 ~ )는 덴마크 출신의 뮤지션, 작곡가, 배우, 레코드 프로듀서이다. 그는 미국 헤비메탈 밴드 메탈리카의 공동 창립자이자 드러머로 가장 널리 알려져 있다. 테니스 선수 아이너 울리히의 손자이자, 테니스 선수 토르벤 울리히의 아들인 그는 유년기에 테니스를 쳤고 16살에 로스 앤젤레스로 이사하여 전문적으로 훈련을 받았다. 그러나 울리히는 테니스를 치는 것보다 드럼 연주에 더 관심이 많았다. The Recycler 잡지에서 광고를 낸 뒤, 울리히는 보컬/기타리스트인 제임스 헷필드와 만나 메탈리카를 결성한다.

## 생애
울리히는 덴마크의 겐토프테 시에서 론 울리히(결혼 전 성은 실베스터-흐비드)와 프로 테니스 선수 토르벤 울리히의 아들로 태어나 중산층 가정에서 자랐다. 그의 할아버지는 프로 테니스 선수 아이너 울리히였고 할머니 율리 메이어는 유대교 집안이었기 때문에 울리히의 할아버지는 제2차 세계대전 동안 나치에 의해 박해를 당했다. 울리히의 대부는 색소폰 연주자 덱스터 고든이었고 그는 뮤지션 네네 체리의 유년 시절 친구이기도 했다.
1973년 2월, 울리히의 아버지는 그의 친구 다섯 명을 위해 그의 테니스 경기가 열리기도 하는 코펜하겐 스타디움에서 열리는 딥 퍼플의 콘서트의 티켓을 구했다. 친구 한 명이 코펜하겐 주경기장에 열리는 딥 퍼플 콘서트에 가지 못하게 되자, 당시 9살이었던 울리히에게 티켓이 주어졌는데 그는 리치 블랙모어의 퍼포먼스에 매혹적으로 빠지게 됐으며 다음날에 앨범 Fireball을 구입한다. 이 콘서트와 앨범은 울리히에게 굉장한 영향을 주게 되어 로큰롤과 헤비 메탈 커리어를 걷게 되는 결심을 하게 만들었다. 헤비메탈에 대한 흥미로 그는 12~13세때 할머니를 졸라 루드위그 드럼 셋을 구입하게 된다. 1980년 여름에 테니스 수업의 일환으로 가족과 함께 미국 LA로 이주하게 된다.
다큐멘터리 Anvil: The story of Anvil에서 울리히는 Y&T 공연을 관람한 것은 그가 뮤지션이 되게 된 결정적 계기라고 한다. 1981년, 그는 영국 헤비메탈 밴드 다이아몬드 헤드에 대해 알게 된다. 그는 그들의 데뷔 앨범을 산 뒤에 그들의 스타일에 대해 관심을 갖게 되었고 울리치 오데온에서 열리는 라이브 공연을 보기 위해 샌프란시스코에서 런던까지 여행을 다녔다. 울리히는 현재까지도 다이아몬드 헤드의 팬이며 이후 The Best of Diamond Head 앨범의 믹싱 작업에 참여하게 된다. 미국으로 돌아온 뒤, 울리히는 지역 신문에 광고를 내어 밴드를 결성하려는 시도를 한다. 제임스 헷필드가 들어오게 되면서 메탈리카가 탄생되었다.

## 냅스터 고소 사건
2000년 4월 메탈리카는 음악 파일공유 프로그램인 냅스터가 음악을 불법으로 수탈하여 이용하고 있다며 반대를 하였다. 라스는 밴드를 대표하여, 그해 7월에 정식적으로 미국 상원 재판소에 30만명의 냅스터 사용자와 더불어 서비스 중단을 내용으로 고소를 하였다. 비록, 승소하여 냅스터는 음악파일 공유를 중단하게 되었지만 그결과 많은 골수팬과 더불어 사람들의 비난을 받았으며 이는 한유저가 제임스 헷필드와 라스 울리히를 모델로 애니메이션을 제작하여 냅스터 고소사건과 더불어 금전주의자라는 비꼬는 내용의 영상이 올라와 화제가 되기도 하였다.

## 사생활
그는 1997년에 의사인 "Skylar Satenstein"와 결혼하여 슬하에 Myles(98년 8월 5일), Layne(2001년 5월 6일)에 낳았다. 당시 스카일라는 영화배우 멧 데이먼과 약혼한 사이였는데, 영화 "굿 윌헌팅"의 여주인공인 스카일라는 바로 그녀를 모델로 한 것이다. 이 일을 계기로 멧 데이먼과 악연을 맺어 오다가 최근에 둘은 화해했다. 7년의 결혼 생활 끝에 2004년 3월에 이혼하고 그해에 덴마크 영화배우 "Connie Nielsen"과 사귀게 된다. 그녀와의 사이에서 Bryce(2007년 5월 21일) 셋째 아들을 낳았다.
그는 평소에 미예술에 관심이 많으며 작품 수집을 하기도 한다.

## 서훈
- 2017년 다네브로 훈장 6등급(Ridder af Dannebrog) 수훈